# Сулима, Семён Иванович
Семён Иванович Сулима (ум. 27 мая 1766) — переяславский полковник Войска Запорожского.

## Биография
Младший сын генерального хорунжего Ивана Федоровича Сулимы. После смерти отца, Семён Сулима был определен в 1728 году в число бунчуковых товарищей и ездил в 1728 году с гетманом Апостолом в Москву на коронацию императора Петра II. В 1729 году Сулима был назначен сопровождать турецкого посла, проезжавшего через Малороссию. По окончании этой «комиссии», в которой он находился три месяца, так как ехал с послом до Севска, Сулима 30 сентября 1729 года получил гетманский универсал на Барышевское сотничество Переяславского полка.

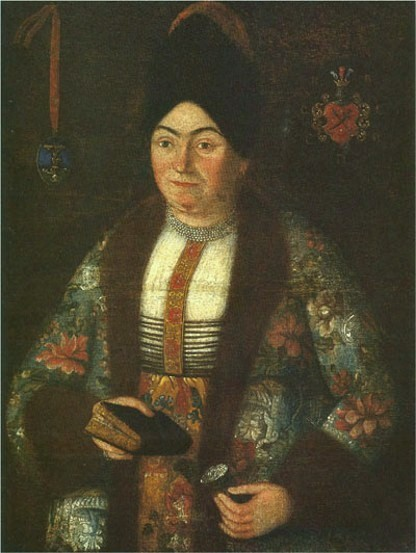
Прасковья Васильевна Сулима, жена

Будучи сотником, в 1732 году стоял с командою на пикете под Койловым и Каневом на Днестре, в 1733 году — участвовал в Крымском походе, а в 1736 году — был при взятии Перекопа и Бакцисера, откуда отпущен в дом свой за «неисцелимою» болезнью. За все эти службы Сулима в 1737 году получил уряд Переяславского полкового обозного и снова был в походах: в 1737 году — под Карасубазаром и в 1738 году — под Бендерами, причем в обоих этих случаях наказным полковником, а в 1739 году, в феврале, по указу Императрицы Анны Иоанновны, был пожалован полковником в Переяслав.
Сразу после получения этого уряда, Сулима был послан в Хотинский поход и был при взятии Хотина и на «Таучанской баталии» (1739 год). В 1740 году снова ехал через Малороссию посол Оттоманской порты, и Сулима, как ранее исполнявший подобное поручение, был вновь послан для встречи посла к реке Бугу с командою в две тысячи казаков. Исполнив и это поручение успешно, через два года (1742) он был назначен командиром над четырьмя малороссийскими полками, высланными для прикрытия границ от набегов крымцев.
В 1747 году на Сулиму был подан от переяславской полковой старшины донос, которым недовольные им полковые урядники указывали на многочисленные злоупотребления своего полковника и на то, что он назначен был полковником не по заслугам, и по предстательству свояка, Алексея Глебова, служившего адъютантом у фельдмаршала Миниха. Однако высланные гетманом на розыск этого дела лица никаких злоупотреблений Сулимы не нашли, а в 1752 году все доносчики дали подписку в том, что донос их не имел никакого основания. В феврале 1752 года Сулима получил от Разумовского в Переяславском полку деревни Власовку и Коржи и 59 дворов в Барышевке. Переяславским полковником Сулима пробыл около 27 лет, до смерти, последовавшей 27 мая 1766 года в Барышевке.